# Necydalis montipanus
Necydalis montipanus là một loài bọ cánh cứng trong họ Cerambycidae.